# Victor Glover
Victor Jerome Glover (Pomona, 30 aprile 1976) è un astronauta statunitense.
Partì per la sua prima missione spaziale nel novembre 2020 come pilota della missione SpaceX Crew-1 per prendere parte alla Expedition 64 a bordo della Stazione spaziale internazionale.

## Studi e carriera militare
Glover si è laureato in Ingegneria al California Polytechnic State University, a San Luis Obispo nel 1999. Ha completato l'addestramento di volo avanzato a Kingsville, nel Texas, diventando aviatore nel 2001. Tra il 2002 e il 2003 si è unito a diverse squadriglie, prendendo inoltre parte al dispiegamento finale del USS John F. Kennedy (CV-67) in supporto a Operation Iraqi Freedom. Mentre era dispiegato ha completato un Space Systems Certificate alla Naval Postgraduate School (NPS). Nel 2006 è stato selezionato come pilota di scambio della Marina per frequentare un corso annuale alla U.S. Air Force Test Pilot School (USAF TPS). Durante il corso di pilota collaudatore ha volato su più di 30 aeromobili tra l'America e l'Italia. Nel 2007 ha conseguito un master in Ingegneria dei voli di collaudo all'Air University, nell'Edwards Air Force Base, California.
Glover ha poi servito come pilota collaudatore testando il sistema d'armi degli aerei F/A-18 Hornet, F/A-18 Super Hornet e EA-18G Growler. A seguito del master in Ingegneria dei sistemi che ha conseguito alla NPS nel 2009, è diventato Capo dipartimento della squadriglia VFA-195 di stanza a Atsugi in Giappone e in altre varie località dell'Oceano pacifico. Dal 2012 fino al momento in cui è stato selezionato come astronauta, svolgeva un incarico all'Office of Legislative Affairs a Washington venendo assegnato nell'ufficio di un senatore americano. Nello stesso periodo ha completato un Certificate in Legislative Studies all'Università di Georgetown. Il comandante Glover durante il suo servizio alla Marina ha accumulato più di 3000 ore di volo su più di 40 aeromobili, più di 400 atterraggi su portaerei e 24 missioni di combattimento.

## Carriera come astronauta
Glover è stato selezionato nel Gruppo 21 degli astronauti NASA il 17 giugno del 2013. Ad agosto dello stesso anno ha iniziato i due anni di addestramento base come candidato astronauta, addestramento che comprendeva lezioni sui sistemi e sulle procedure della Stazione spaziale internazionale (ISS), attività extraveicolari (EVA) simulate nel NBL, lezioni di robotica del Canadarm2, lezioni della lingua russa, addestramenti di volo a bordo del T-38 e esercitazioni di sopravvivenza in vari ambienti estremi, tra cui l'acqua e nei boschi. Nel luglio del 2015 ha completato l'addestramento diventando ufficialmente un astronauta e quindi assegnabile alle missioni spaziali. Dal 2015 ha lavorato nell'Exploration branch dell'Ufficio Astronauti.

### SpaceX Crew-1
Il 3 agosto 2018 durante una conferenza la NASA ha annunciato gli equipaggi del volo di prova e della prima missione operativa delle due navicelle; Glover è stato assegnato al primo volo operativo della navicella Crew Dragon (SpaceX Crew-1) insieme a Mike Hopkins, con partenza prevista per novembre 2020. Il 16 novembre venne lanciato come pilota per la prima missione operativa della Crew Dragon per raggiungere la ISS e prendere parte alla missione di lunga durata Expedition 64.

### Artemis 2
Il 3 aprile 2023, Glover venne selezionato come pilota della missione Artemis 2, con partenza prevista ad aprile 2026, che effettuerà un fly-by lunare diventando la prima missione con equipaggio dell'SLS e della capsula Orion.